# Rote Kaserne (Potsdam)
Die Rote Kaserne ist eine ehemalige Kaserne in der Nauener Vorstadt in Potsdam. Sie wurde 1892 bis 1895 für die preußische Armee erbaut und mehrfach erweitert. Ihren Namen verdankt sie dem roten Klinker, mit dem sie errichtet wurde. Weite Teile der Anlage an der Nedlitzer Straße stehen seit 1999 unter Denkmalschutz.

## Geschichte

### Gründung

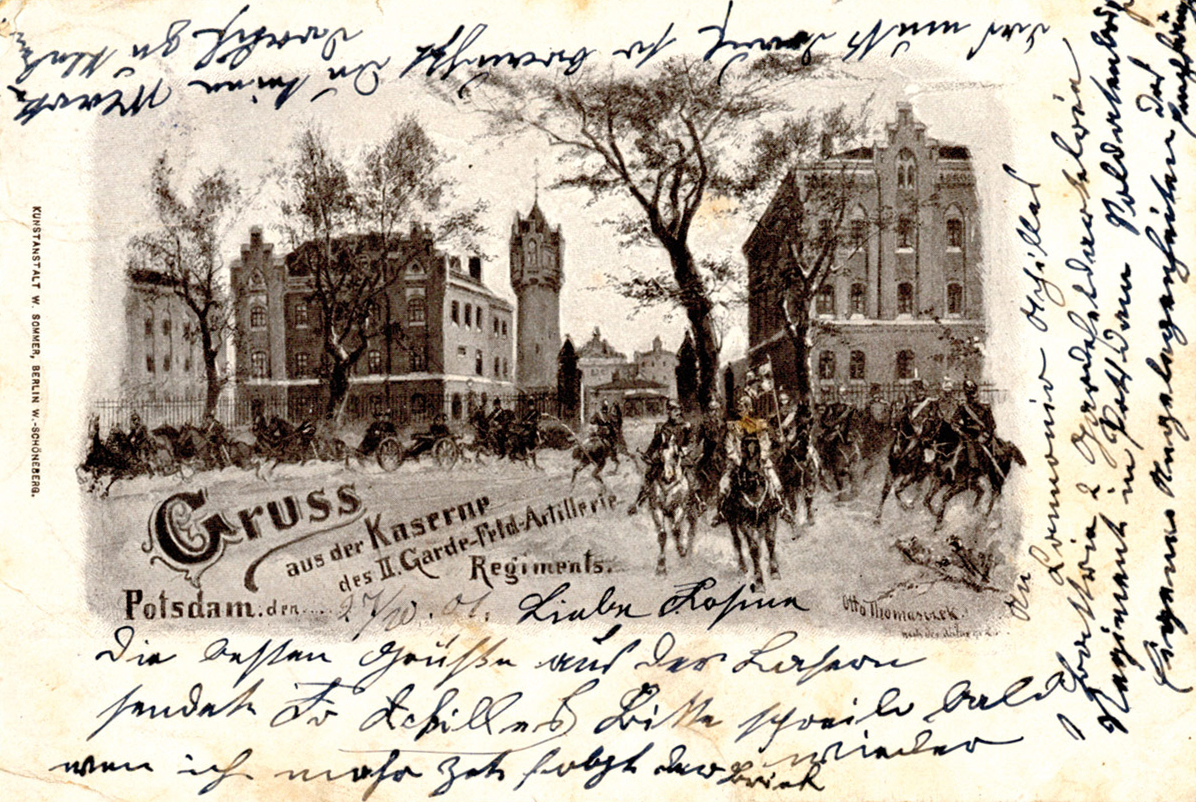
Rote Kaserne nach einem Gemälde von Otto Thomasczek, um 1904

Die ursprünglich in Potsdam aufgestellten 2. und 4. Garde-Feldartillerie-Regimenter der preußischen Armee hatten ihren Standort seit 1773 am Berliner Kupfergraben. Aufgrund des schlechten Zustands der dortigen Gebäude und aus Platzmangel musste 1890 jedoch ein neuer Standort gewählt werden. Die Wahl fiel auf ein unbebautes Stück Land am nördlichen Rand von Potsdam an der Nedlitzer Straße. Dort entstand ab 1892 nach Plänen des Garnisonsbauinspektors und Architekten Robert Klingelhöffer die neue Kaserne der beiden Regimenter. Der Umzug fand in mehreren Schritten ab 1893 statt. 1895 waren die Bauarbeiten an der seinerzeit größten und modernsten Kaserne Potsdams abgeschlossen. 1913 wurde an der Einmündung Fritz-von-der-Lancken- und Nedlitzer Straße ein weiteres Dienstwohngebäude errichtet.

### Zwischen den Weltkriegen
Im Rahmen der Demilitarisierung nach dem Ersten Weltkrieg wurden das 2. und 4. Garde-Feldartillerie-Regiment 1919 aufgelöst. Danach nutzten die Nachrichtenabteilung 3, die IV. Reitende Abteilung und die Ausbildungs-Batterie des 3. Artillerie-Regiments der Reichswehr die Gebäude. Die Baugruppe wurde in den 1920er Jahren um eine Empfangs- und Sendeanlage mit Funkmast und ein neues Wohn- und Dienstgebäude mit Werkstätten und Garagen erweitert. 1933 übernahm die Wehrmacht die Kaserne. Sie blieb im Zweiten Weltkrieg von Zerstörungen verschont.

### Kaserne der Sowjetarmee
Ende der 1940er Jahre übernahm die Sowjetarmee die Kaserne. Pläne der Stadt Potsdam, die Bauten zu Büro- und Wohngebäuden umzunutzen, zerschlugen sich, da die Sowjetarmee die Kaserne dauerhaft als Standort für die 34. Artillerie-Division der Gruppe der Sowjetischen Streitkräfte in Deutschland beanspruchte. Außer kleineren An- und Umbauten gab es kaum bauliche Veränderungen. Im ehemaligen Exerzierhaus wurde ein Kino eingerichtet.

### Umnutzung
Nach dem Abzug der russischen Truppen 1993 standen die Gebäude leer. Bereits 1991 hatte die Stadt Potsdam für die Kaserne und das umliegenden Gebiet „Bornstedter Feld“ einen Bebauungsplan aufgestellt, der eine Dreiteilung des Areals vorsah: Gewerbenutzung im Norden, ein Mischgebiet in der Mitte und ein Wohngebiet im Süden. 1995 erlangte dieser Bebauungsplan Rechtskraft. Die Entwicklungsträger Bornstedter Feld GmbH, eine Tochtergesellschaft der städtischen Wohnbaugesellschaft Pro Potsdam, übernahm die Erschließung und Vermarktung des Areals. Noch vor der Aufnahme in den Denkmalschutz 1999 wurden die besonders stark verfallenen ehemaligen Stallungen abgerissen und Altlasten im Erdreich beseitigt.
In der Folgezeit wurden die Gebäude und Grundflächen in mehreren Schritten unter anderem an private Investoren veräußert und saniert. 2001 nutzte der französische Regisseur Jean-Jacques Annaud die ehemalige Kaserne als Szenerie für den Film Duell – Enemy at the Gates.
Zwei der Gebäude wurden durch die PanMedium-Stiftung erworben und zu einem Datenverarbeitungszentrum umgenutzt, gefördert durch das brandenburgische Wirtschaftsministerium. Dieses Projekt meldete aber bereits 2005 Insolvenz an. Eines der Offiziershäuser beherbergt seit 2012 das Shanghai Business Center, das wirtschaftliche Beziehungen zwischen Deutschland und der Volksrepublik China ausbauen soll. Daneben nutzen die Bundesanstalt für Immobilienaufgaben (BImA) und der Hersteller von Hubschraubermodellen Mikado Teile der Roten Kaserne als Büro-, Lager- und Fertigungsgebäude.
Eines der großen Mannschaftsgebäude wurde im Auftrag der Arbeiterwohlfahrt zur Wohnnutzung (insbesondere für Senioren) umgebaut. Die Torhäuser wurden zwischen 2007 und 2008 zu einem Wohnhaus und einem Bürogebäude umgenutzt. Das durch Geschäftsführer Erik Roßnagel vertretene Unternehmen Terraplan aus Nürnberg erwarb ab 2005 das Bäckerei- und Kammergebäude (jetzt Château Palmeraie genannt), zwei der Mannschaftsgebäude (Grand Palais du Lion, Palais Klingelhöffer), ein Offiziershaus (La Maison des Officiers), die Remise (Cour d'Équipage), um darin Eigentumswohnungen einzurichten. Östlich des Bäckerei- und Kammergebäudes wurde ein neues Wohngebäude (Les Maisons privées) errichtet.
Insgesamt stellte sich heraus, dass die Nachfrage nach Gewerbeflächen wegen der schlechten Verkehrsanbindung und den Einschränkungen durch Denkmalschutz und Lärmschutz für die benachbarten Wohngebäude sehr gering war. Zugleich übertraf die Nachfrage nach Wohnraum aber die Erwartungen. Als Konsequenz wurde 2009 der Bebauungsplan verändert und das gesamte Gelände als Wohn- und Mischgebiet deklariert. Die in diesem Rahmen vorgesehenen Gewerbe-Anteile wurden in den folgenden Jahren noch weiter verringert. Mit Ausnahme des seit 2015 im Umbau begriffenen nördlichsten Mannschaftsgebäudes (Palais Klingelhöffer) sind alle Bau- und Sanierungsprojekte abgeschlossen. Der Potsdamer Bauträger Wittfoth sanierte bis 2011 das frühere Exerzierhaus (Les Arcs Lenné) und errichtet derzeit im Bereich zwischen dem früheren Stallgebäude und dem Exerzierhaus mehrere Zweifamilienhäuser mit Tiefgarage unter dem Namen Wohnen im Park. Insgesamt sind auf dem Kasernengelände mehr als 600 Wohnungen entstanden, darunter auch ein Studentenwohnheim. Insgesamt handelt es sich vor allem um Wohnungen der gehobenen Ausstattungs- und Preisklasse.

## Bezeichnung
Die Rote Kaserne verdankt ihren Namen der Farbe des Klinkers, aus dem die Mehrzahl ihrer Gebäude errichtet wurde. Diese Bezeichnung bürgerte sich erst nach der Wende ein. Zuvor war die Kaserne als Kaserne des 2. und 4. Garde-Artillerie-Regiments bekannt. Der nördliche, von der Nachrichten-Abteilung 3 genutzte Geländeabschnitt trug zwischen 1919 und 1938 den Namen Delius-Kaserne. 1938 wurde die gesamte Anlage in Garde-Artillerie-Kaserne umbenannt. Die sowjetischen bzw. russischen Truppen nannten sie Kaserne Potsdam-Nedlitz (russisch Казарма Потсдам-Недлиц).

## Architektur

### Gesamtanlage

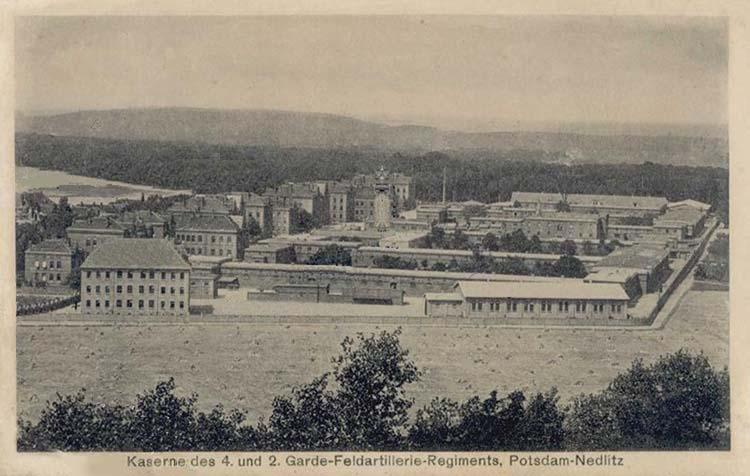
Blick vom Pfingstberg auf die Rote Kaserne, um 1895

Die Kaserne liegt am nördlichen Stadtrand von Potsdam in der Nauener Vorstadt. Im Norden schließt sich das Waldstück Nedlitzer Holz an, im Osten ein Kleingärten- und Villenviertel. Im Süden grenzt sie an die ehemalige Graue Kaserne (Nedlitzer Kaserne) am Fuße des Pfingstbergs. Die westliche Begrenzung bildet die Nedlitzer Straße. Die Wasserversorgung der Kaserne gewährleistete einst ein reich gestalteter Wasserturm, der jedoch nicht erhalten geblieben ist.
Die Kaserne wurde ab 1892 im damals neuartigen „Pavillonsystem“ angelegt. Da die einzelnen Funktionsbereiche in voneinander getrennten Gebäuden untergebracht waren, konnten gegenseitige Behinderungen der Truppenverbände und Arbeitsabläufe weitgehend vermieden werden. Auch beugte die Bauweise der Ausbreitung von Bränden vor. Die Wohn- und Verwaltungsgebäude wurden zur Nedlitzer Straße ausgerichtet; sie umfassten ein Stabs-, vier Mannschafts- und zwei Wirtschaftsgebäude. Im östlichen Bereich befanden sich die Funktionsbauten wie Bäckerei- und Kammergebäude (Lager), Krankenstall, Exerzierplätze und -haus, Pferdeställe, Reithallen und Werkstätten.

### Gebäude
Robert Klingelhöffer entwarf die ersten Gebäude der Roten Kaserne im Stil der Märkischen Backsteingotik. Dieser erinnerte an die Stadttore und Befestigungen aus der Glanzzeit preußischer Städte im Spätmittelalter und versinnbildlichte Wehrhaftigkeit. Als Baumaterial wurde vorwiegend roter Ziegelstein verwendet. Neben Formsteinen für Gesimse und Giebel kamen auch dunkel glasierte Steine zum Einsatz, die besonders gegen Witterungseinflüsse schützten und durch den Farbkontrast zu den roten Mauern die Fassaden gliederten. Die später ergänzten Bauten wurden ebenfalls mit rotem Klinker errichtet, jedoch ohne die gotischen Formen.

#### Mannschafts- und Offiziershäuser
Die vier Mannschaftsgebäude an der Nedlitzer Straße sind weitgehend identisch gestaltet. Die Gestaltung als Dreiflügelanlage mit Mittelrisalit und Treppengiebeln erinnert an ein Schloss. Im Rahmen der Sanierung wurden in ihnen Büroräume, ein Kreativzentrum, ein Seniorenheim und Eigentumswohnungen eingerichtet. Die beiden nördlichen Mannschaftsgebäude (jetzt als Grand Palais du Lion und Palais Klingelhöffer bezeichnet) erhielten bzw. erhalten bei der Sanierung im Osten Balkonvorbauten und Dachterrassen, die Freiflächen wurden bzw. werden als Spielplätze und Erholungsgärten neu gestaltet, die historische Einfriedung zur Nedlitzer Straße restauriert. Die mittlerweile ebenfalls sanierten Offiziershäuser (jetzt Wohnanlage La Maison des Officiers und Shanghai Business Center) greifen die Gestaltung der Mannschaftsgebäude in verkleinertem Maßstab auf.

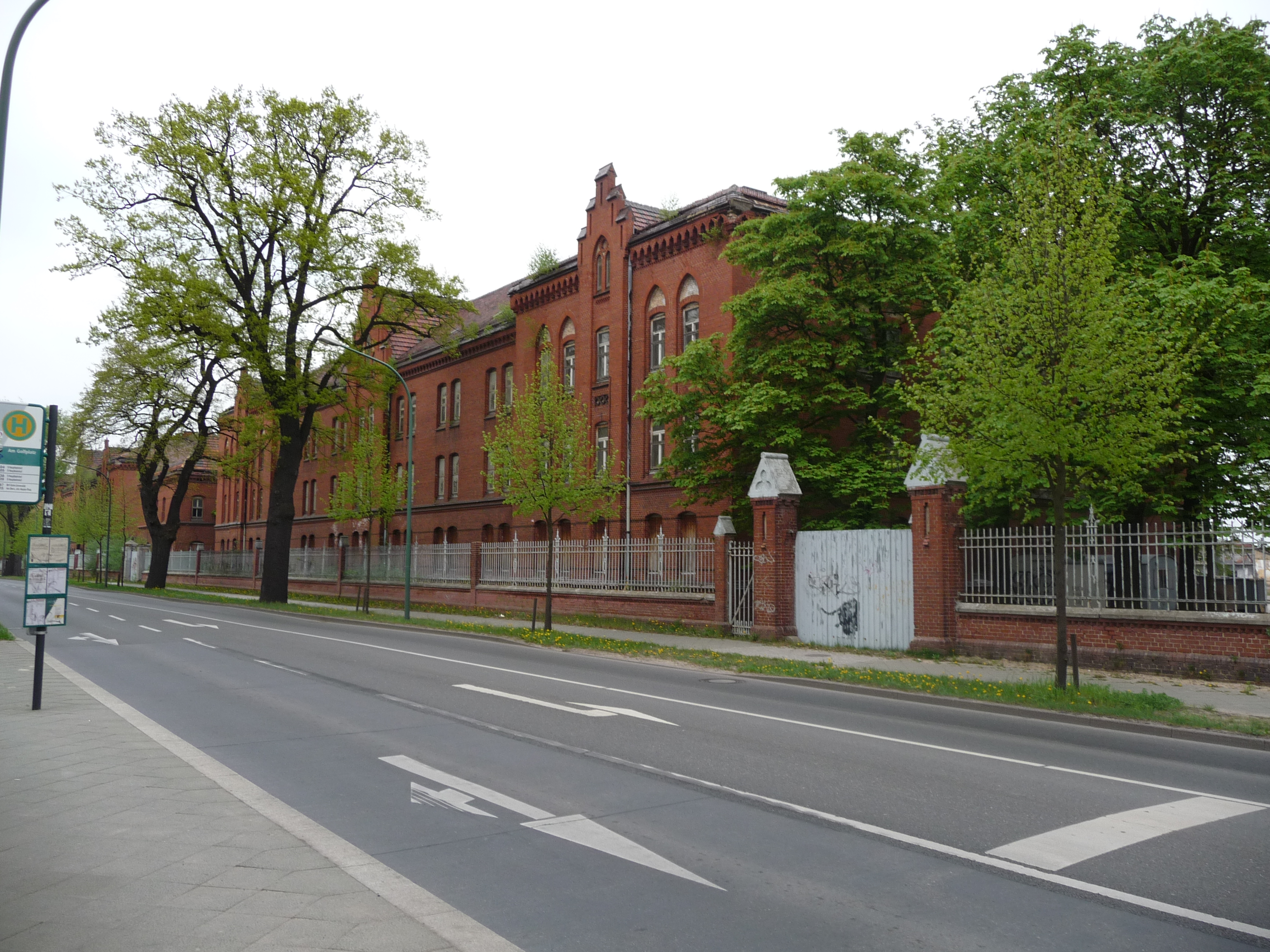
Grand Palais du Lion vor der Sanierung, 2009
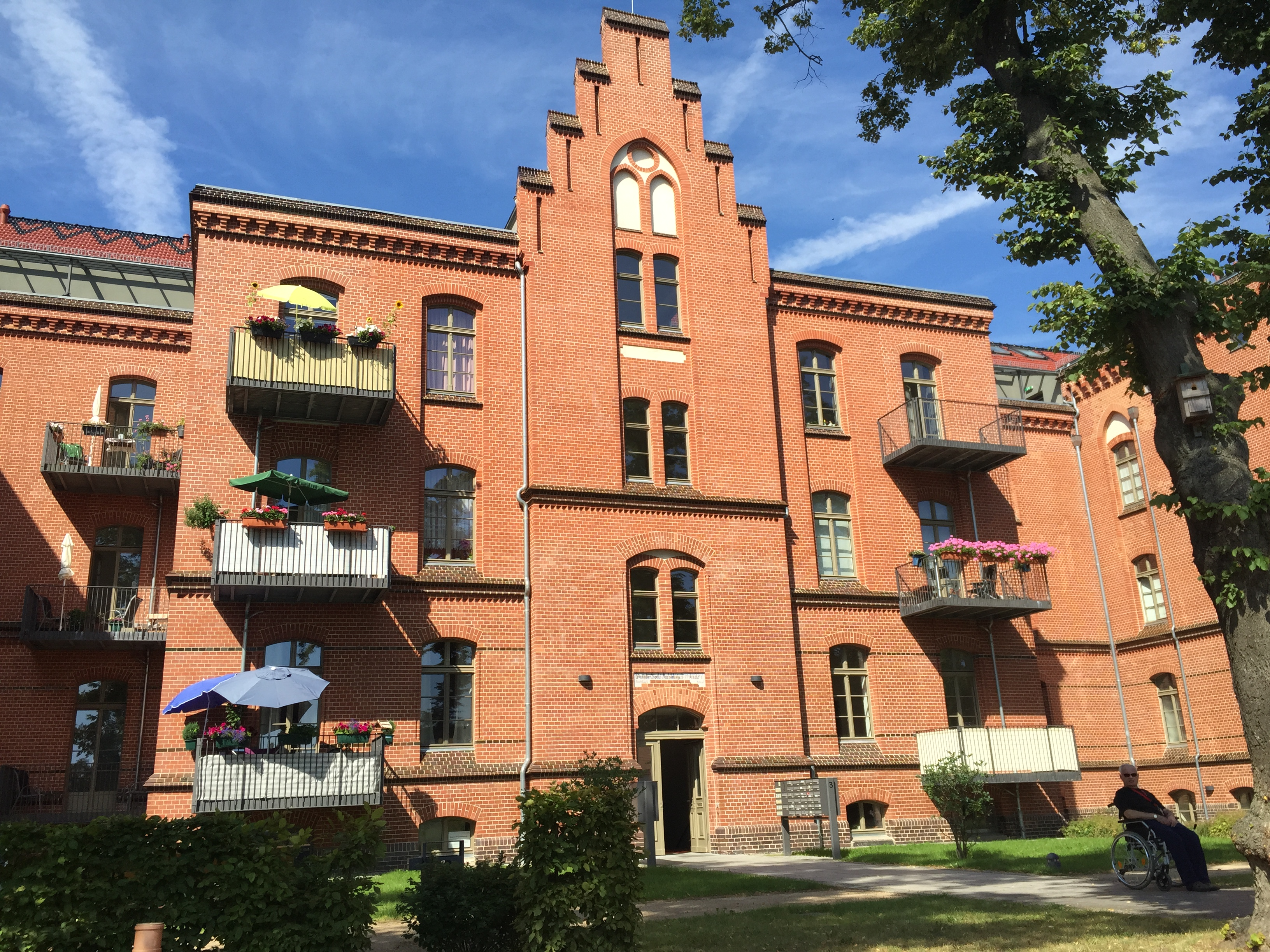
Seniorenheim mit Eingang an der Graf-von-Schwerin-Straße, 2015
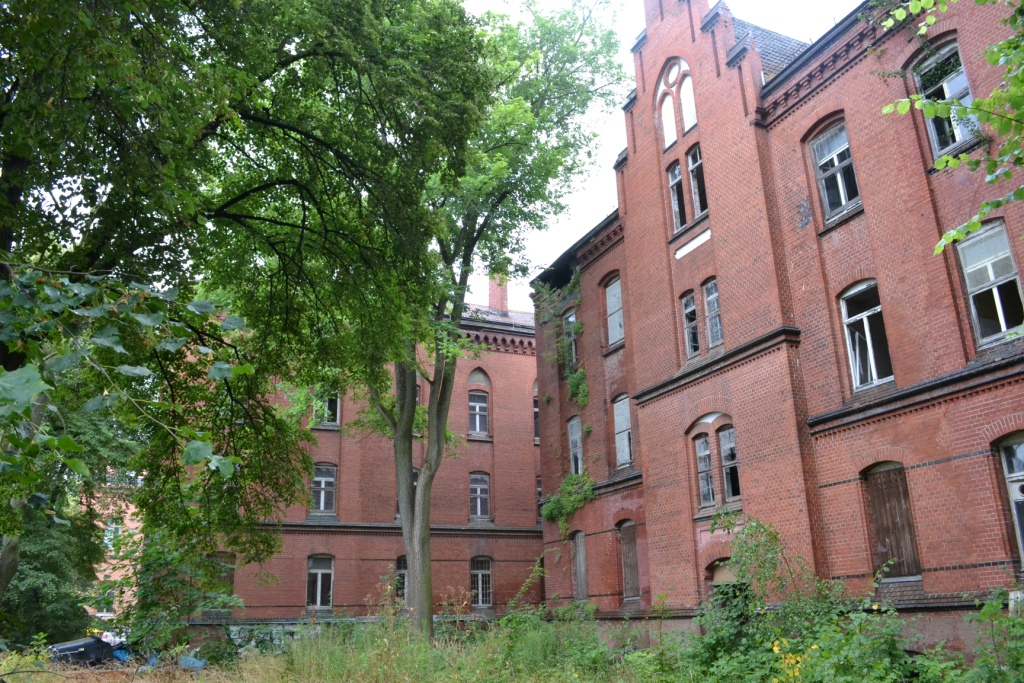
Palais Klingelhöffer vor der Sanierung, 2015
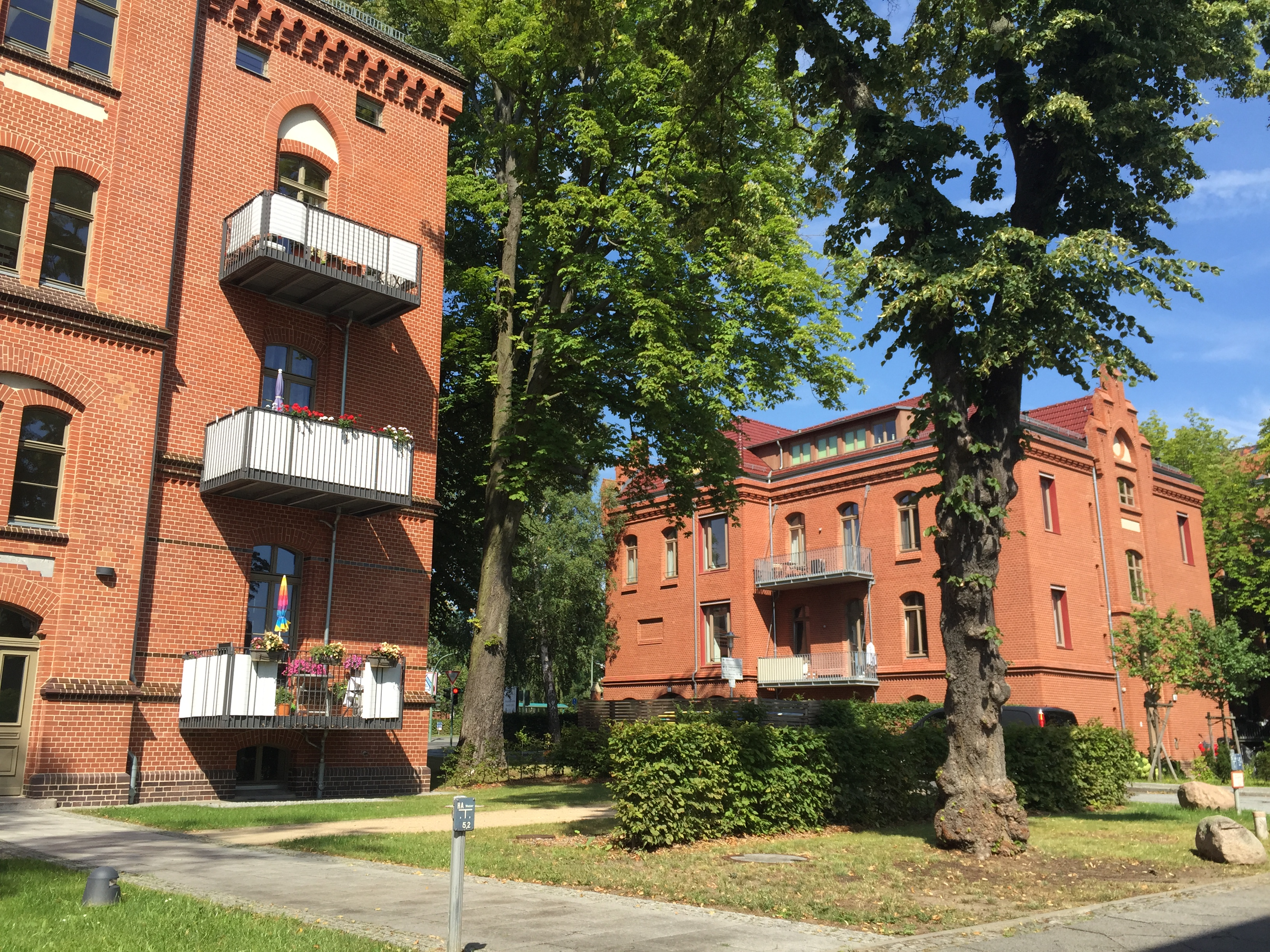
Offiziershaus La Maison des Officiers, 2015
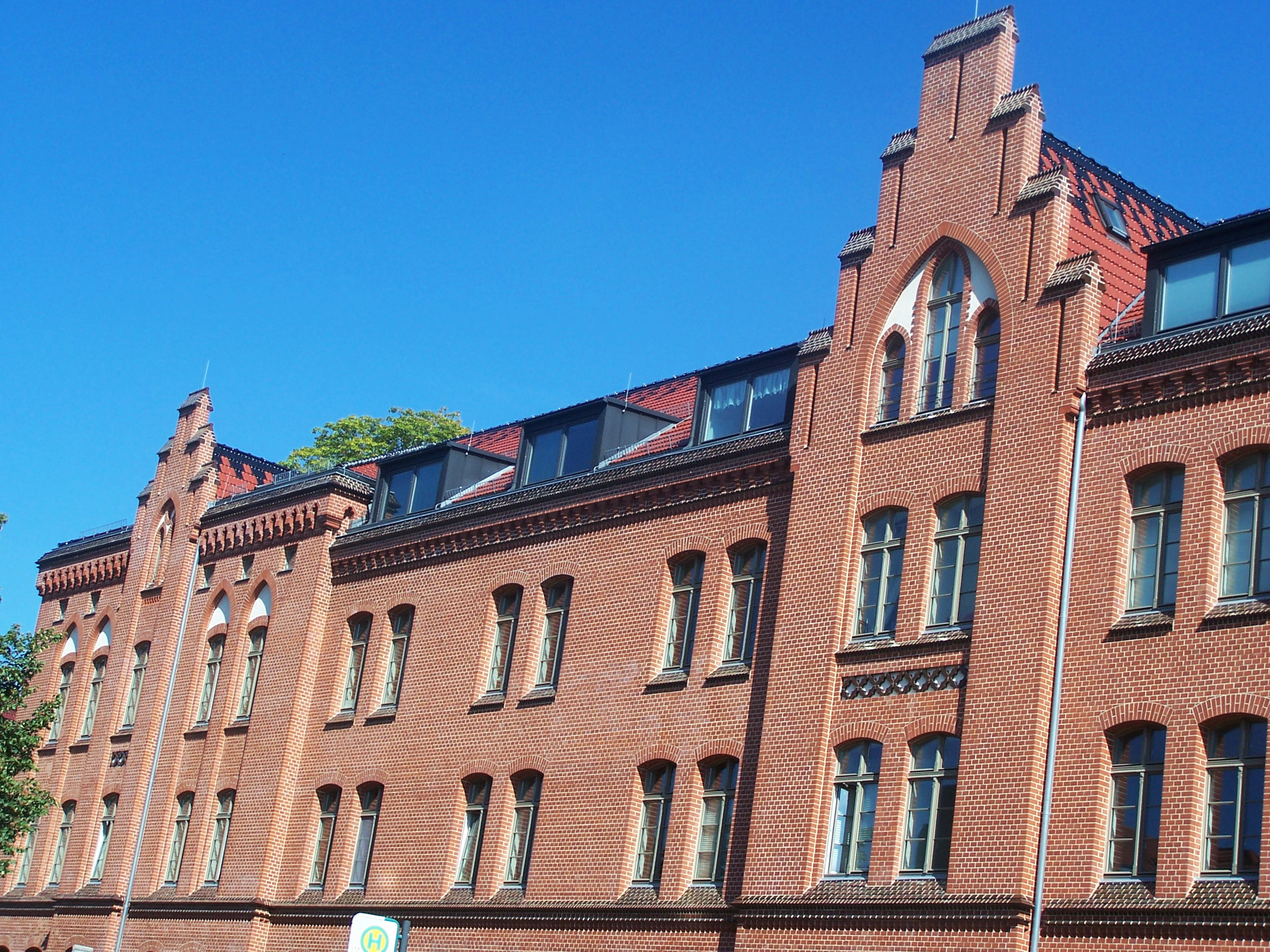
Fassade des Seniorenheims mit Treppengiebeln, 2013

#### Kammer- und Bäckereigebäude
Das wegen seiner Größe auffälligste Gebäude der Roten Kaserne ist das ehemalige Kammer- und Bäckereigebäude, in dem Lagerräume für Kanonen, Heeresbäckerei und Zeughaus untergebracht waren. Den Mittelrisalit bekrönt eine Skulptur aus Sandstein von Georg Friedrich Boumann. Diese befand sich ursprünglich auf der 1773 errichteten Kaserne des 4. Artillerieregimentes am Kupfergraben in Berlin-Mitte. Als das Gebäude 1879 durch einen Neubau ersetzt wurde, kam die Steinskulptur nach Potsdam und wurde im Kammer- und Bäckereigebäude als Spolie und Erinnerung an den früheren Truppenstandort verbaut. In der Mitte der Plastik ist ein gekrönter Obelisk zu sehen, der mit den Initialen Friedrichs des Großen (FR) verziert ist und die Inschrift Anno 1773 trägt. Auf beiden Seiten des Obelisken befinden sich Reiter mit Geschützen und Waffen. Das Gebäude befindet sich in der heutigen Parzellierung auf einem rund 3200 Quadratmeter großen Grundstück.
Das Gebäude weist mit rund 30 Metern eine außergewöhnliche Tiefe auf. Um die neu entstehenden Wohnungen im Inneren ausreichend zu belichten, wurde der Mittelteil des Gebäudes bei der Sanierung 2007/2008 entkernt. An der Eingriffsstelle entstand ein über alle Geschosse reichendes Atrium mit Foliendach. Die Wände des Atriums wurden als Laubengänge zur Erschließung der Wohnungen angelegt. Im Hof wurden Palmen gepflanzt, deretwegen das Bauwerk die neu eingeführte Bezeichnung Château Palmeraie erhielt. Da die Gebäudefront wegen des Denkmalschutzes nicht durch Balkone verändert werden durfte, entstanden Loggien an den Seitenfassaden. Eine weitere entscheidende Fassadenveränderung betraf die Aufstockung der beiden Seitentürme. Dort entstanden die Obergeschosse von vier Wohnungen, die mit durch ihre großen Fenster mehr Licht als die kleinen Spitzbogenfenster aus dem Bestand dieses Gebäudeabschnitts einlassen. Im Inneren waren nur Teile der alten Holzsubstanz zu retten. Ein Großteil war dem eindringenden Wasser durch das Dach und die Kellerwände zum Opfer gefallen. Die alten, nicht ausreichend tragfähigen Geschossdecken blieben erhalten, wurden aber durch neu eingezogene Decken ergänzt. Neben dem Neuaufbau sämtlicher Ver- und Entsorgungssysteme wurde ein Aufzug installiert. Die Raumzuschnitte blieben weitgehend im Originalzustand erhalten.
Die 27 im Kammer- und Bäckereigebäude eingerichteten Zwei- bis Vierzimmer-Wohnungen zwischen 60 und 120 Quadratmetern Größe verfügen über eine Gesamt-Wohnfläche von rund 2600 Quadratmetern und eine hochwertige Ausstattung. Die Umbauinvestitionen lagen bei rund 5 Millionen Euro. Die Vermarktung begann bereits mit Anlaufen der Bauarbeiten. Bis auf drei Wohnungen wurden sämtliche Einheiten von Kapitalanlegern erworben. Die Projektentwickler Terraplan bleibt weiter bei der Verwaltung der Gesamtanlage sowie bei der Vermietung von Wohnungen im Auftrag der Eigentümer tätig.

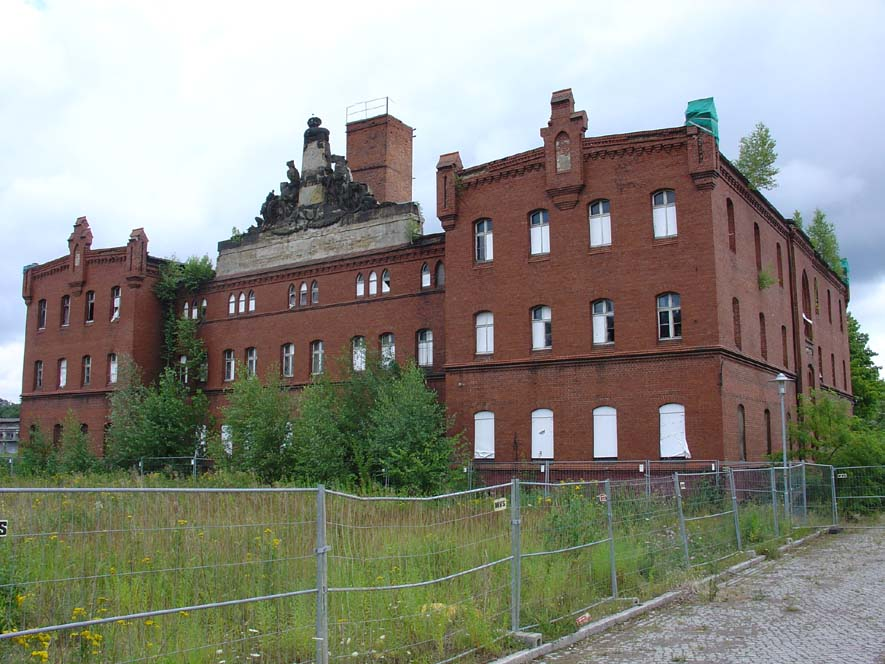
Zustand vor der Sanierung, 2005
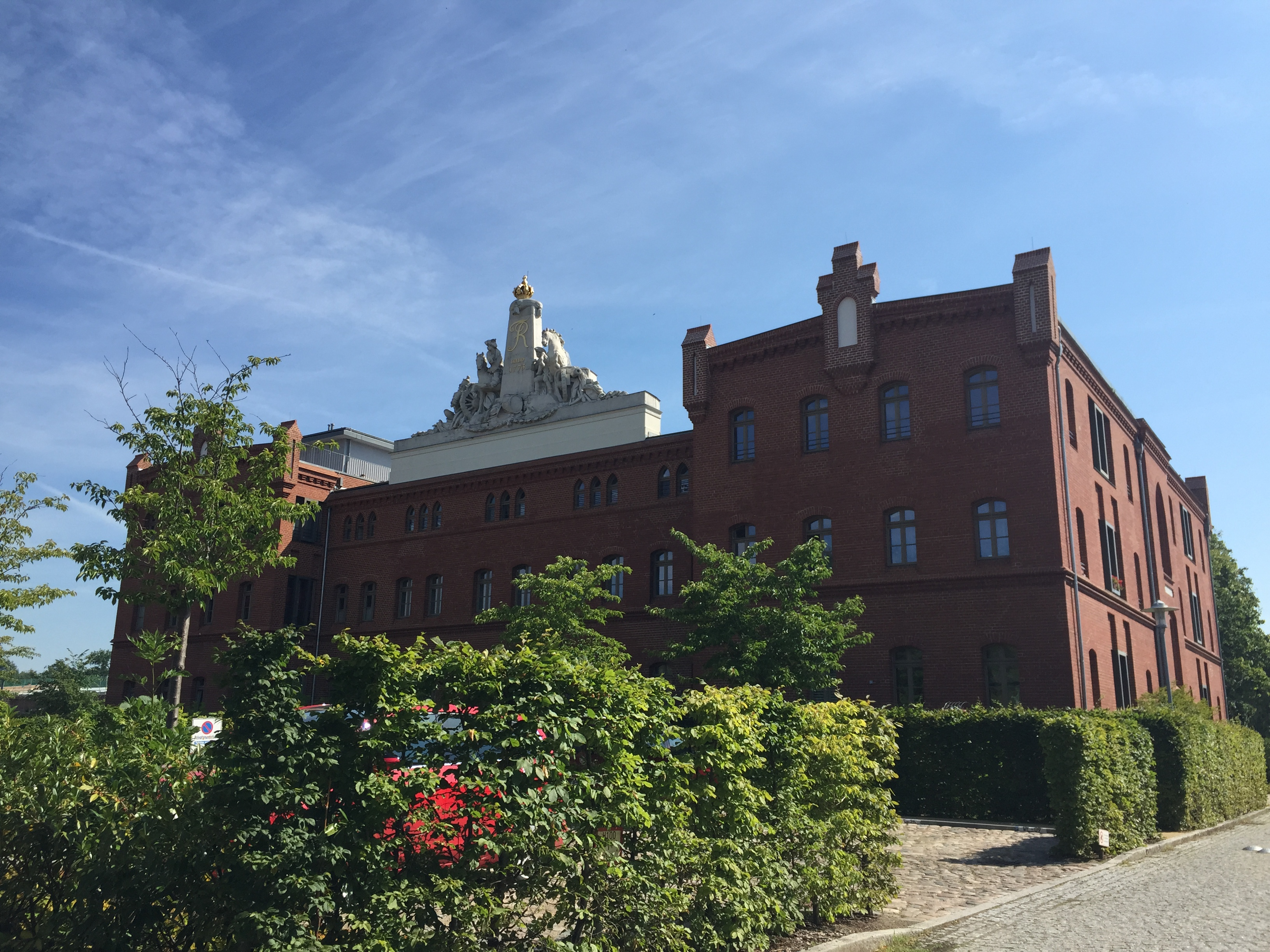
Zustand nach der Sanierung, 2011
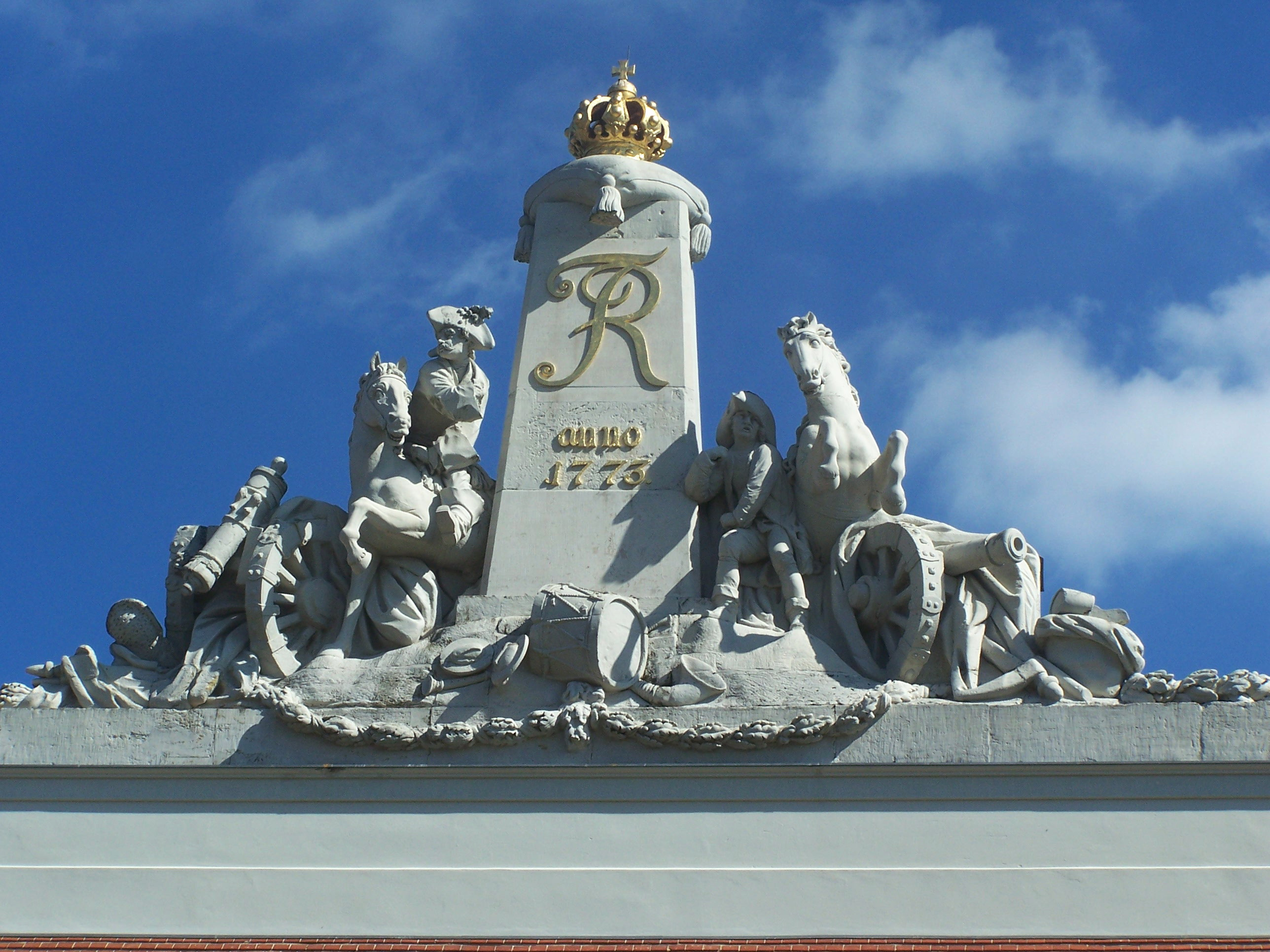
Skulptur auf dem Mittelrisalit
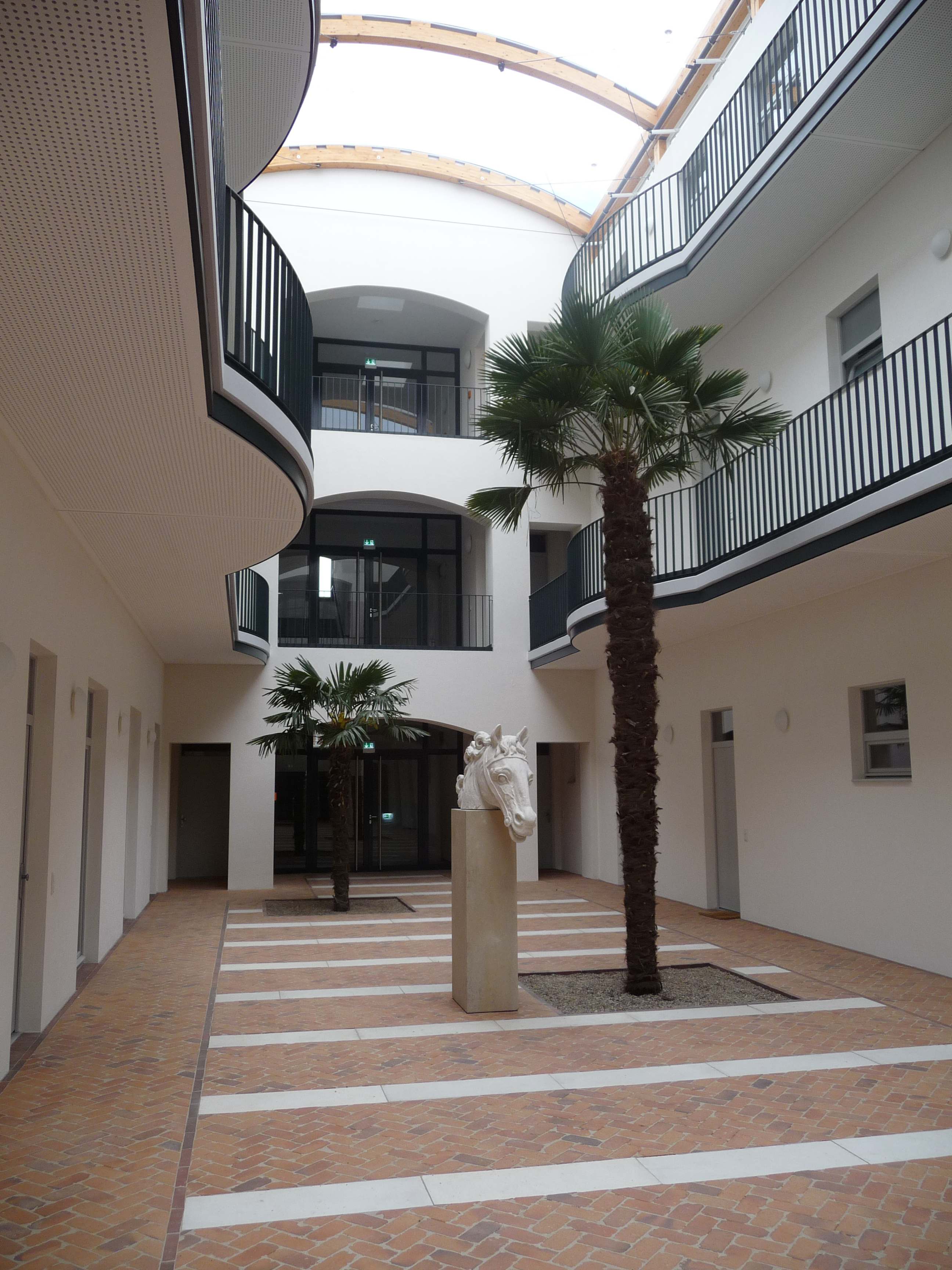
Atrium mit Palmen

#### Reithallen, Stallungen, Remise und Werkstätten
Das in den 1890er Jahren errichtete Geviert der Reithallen und Pferdestallungen liegt im Süden der früheren Kasernenanlage. Obwohl es sich um reine Funktionsbauten abseits der öffentlichen Straße handelte, erhielt die Anlage eine reiche Gestaltung durch Gesimse, Giebel und Maßwerkfenster. Als Les Étables Royales beherbergt die sanierte Gebäudegruppe mit ausgebauten Dachgeschossen heute Eigentumswohnungen; die früheren Reitplätze im Hof wurde in Parkflächen und Gärten umgewandelt.
Die langgestreckte Remise und das Werkstattgebäude wurden in den 1920er Jahren als zweigeschossige Klinkerbauten ergänzt. Nach Abbruch der späteren Anbauten werden beide heute für Wohnzwecke unter den Namen Cour d'Équipage und L’Atelier Royal genutzt.

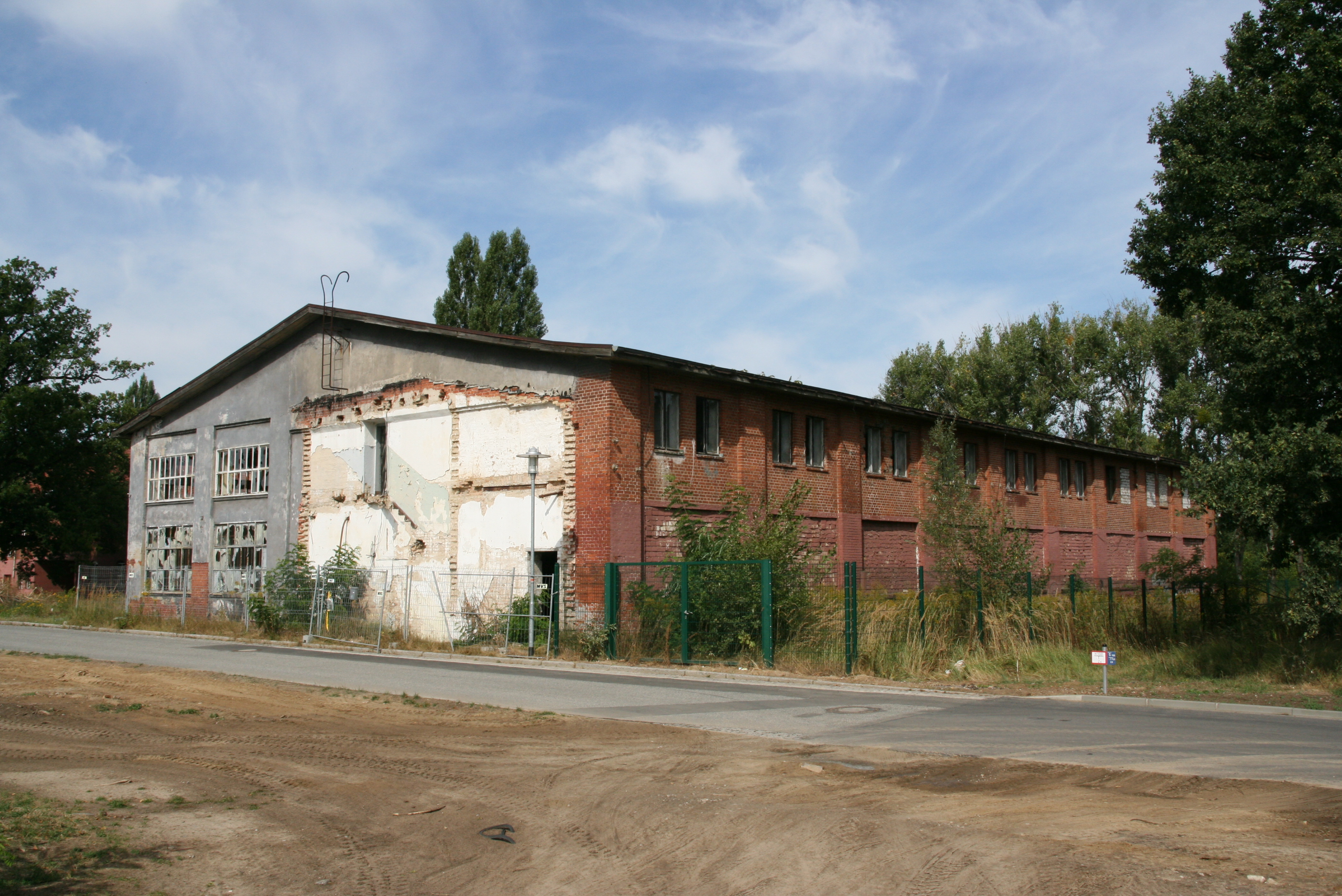
Werkstatt vor Sanierung, 2009
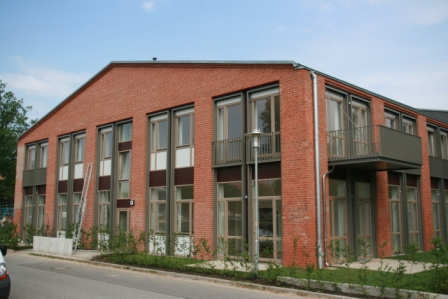
Werkstatt nach Sanierung, 2011
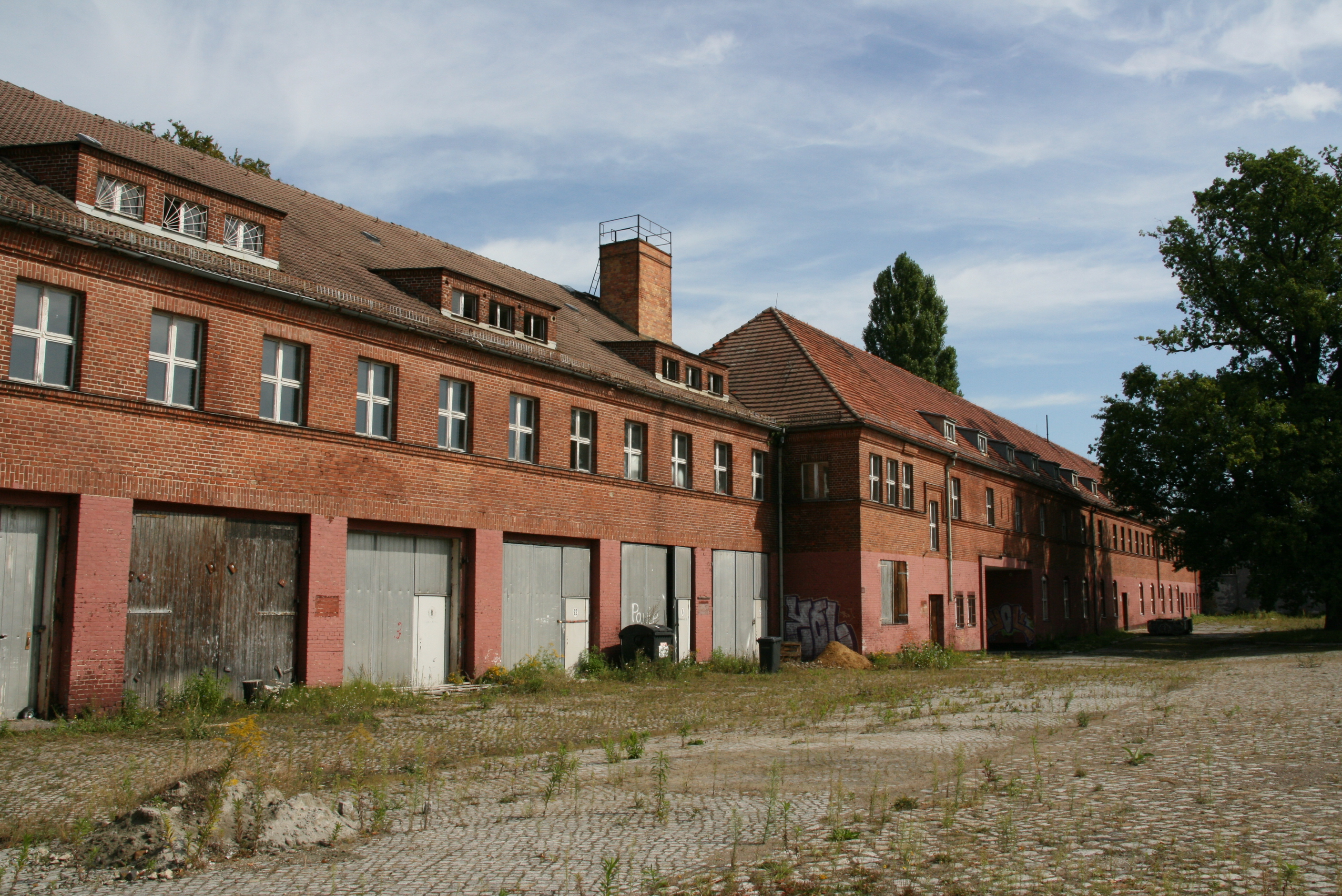
Remise vor Sanierung, 2009
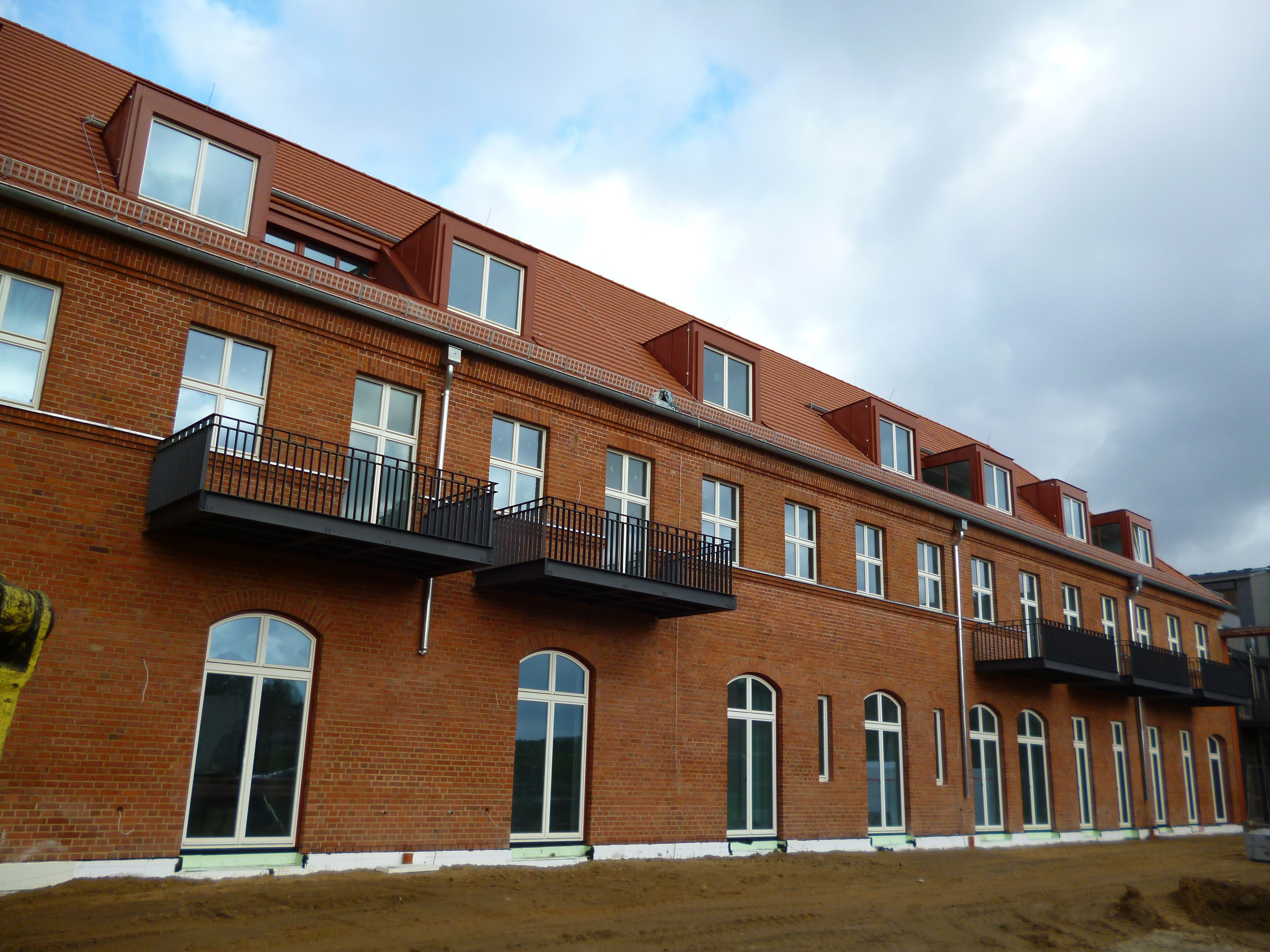
Remise nach Sanierung, 2011
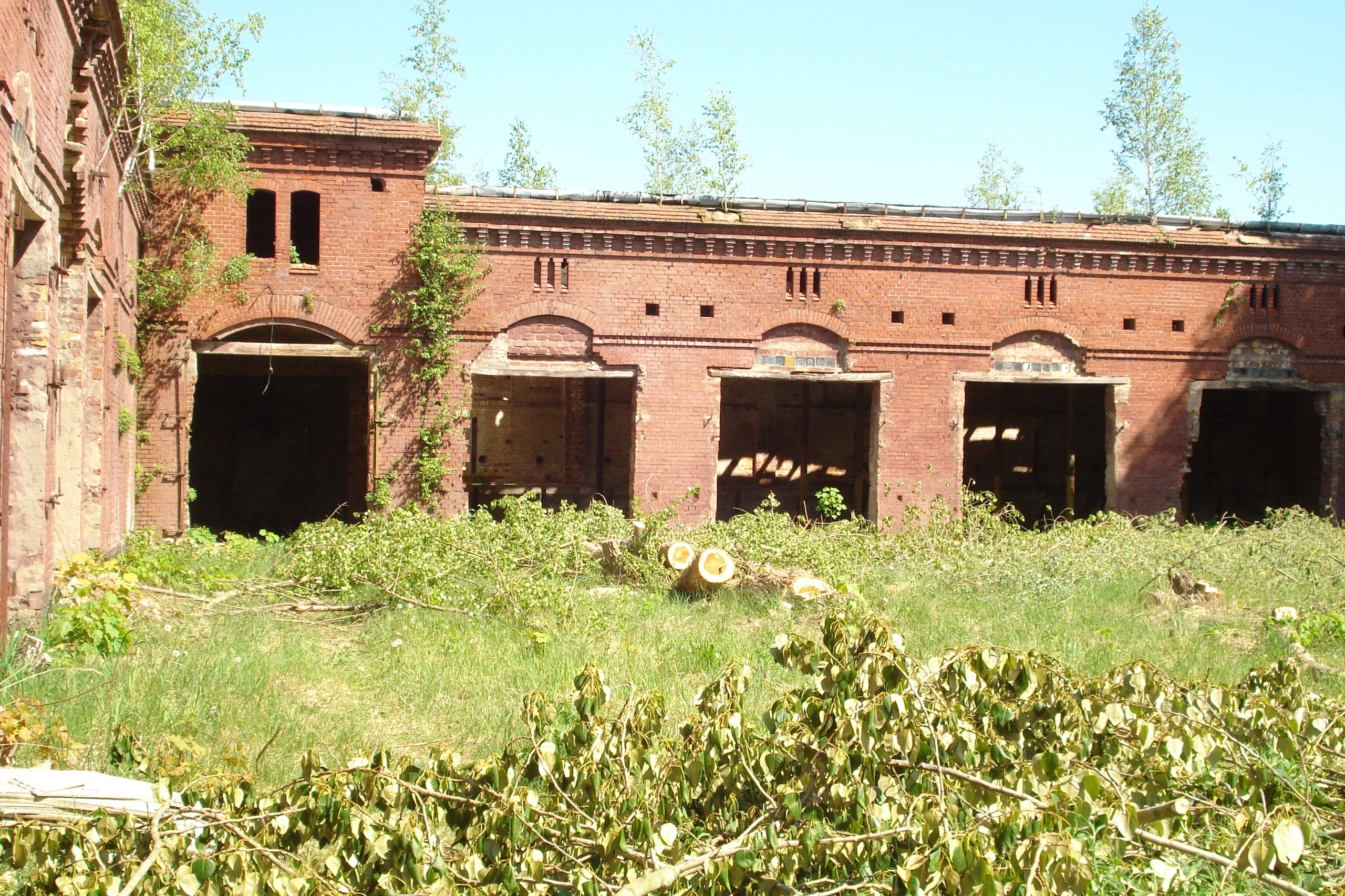
Stallungen vor Sanierung, 2008
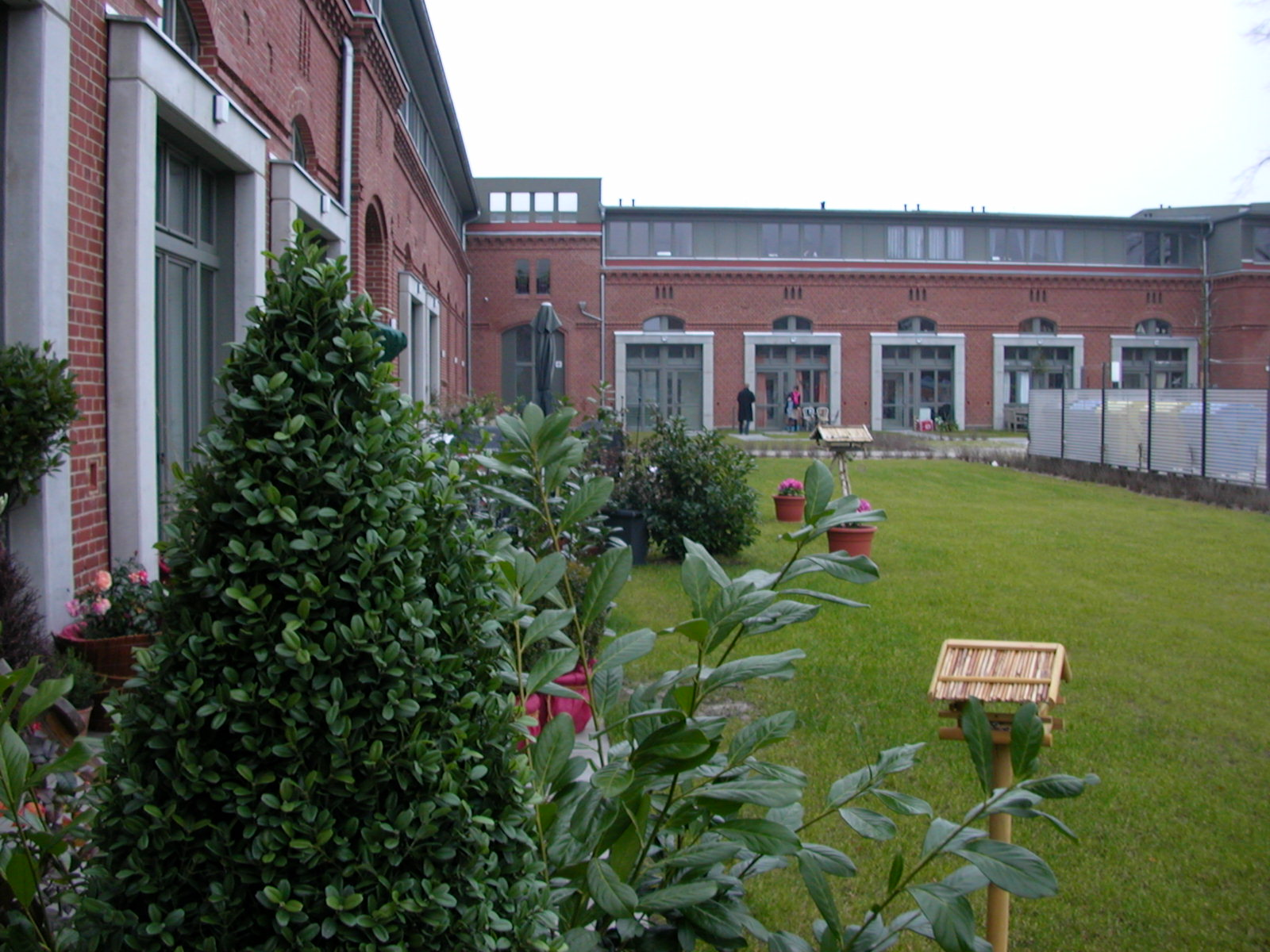
Sanierte Stallungen, 2010

#### Exerzierhaus
Das Exerzierhaus (vermarktet als Les Arcs Lenné) befindet sich am nördlichen Rand der Roten Kaserne. Das freitragende Dachwerk mit Holzfachwerk-Bindern nach System Polonceau wurde bei der Sanierung 2010 instand gesetzt. Die Arkaden an den Fassaden wurden teilweise zu Fensterflächen für die Wohnungen im Inneren geöffnet; die drei Bögen und die Dachschräge auf der Mittelachse der Südfassade wurden nach außen geöffnet und der dahinter liegende Bereich im Inneren zu einem offenen Atrium-Garten umfunktioniert.

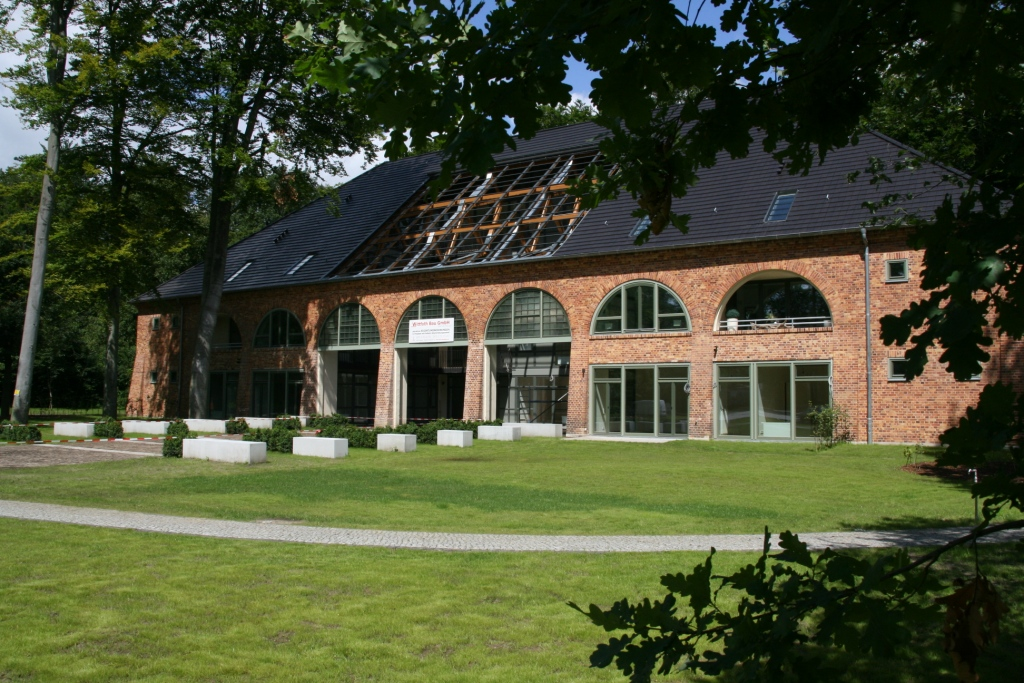
Exerzierhaus nach der Sanierung, 2012
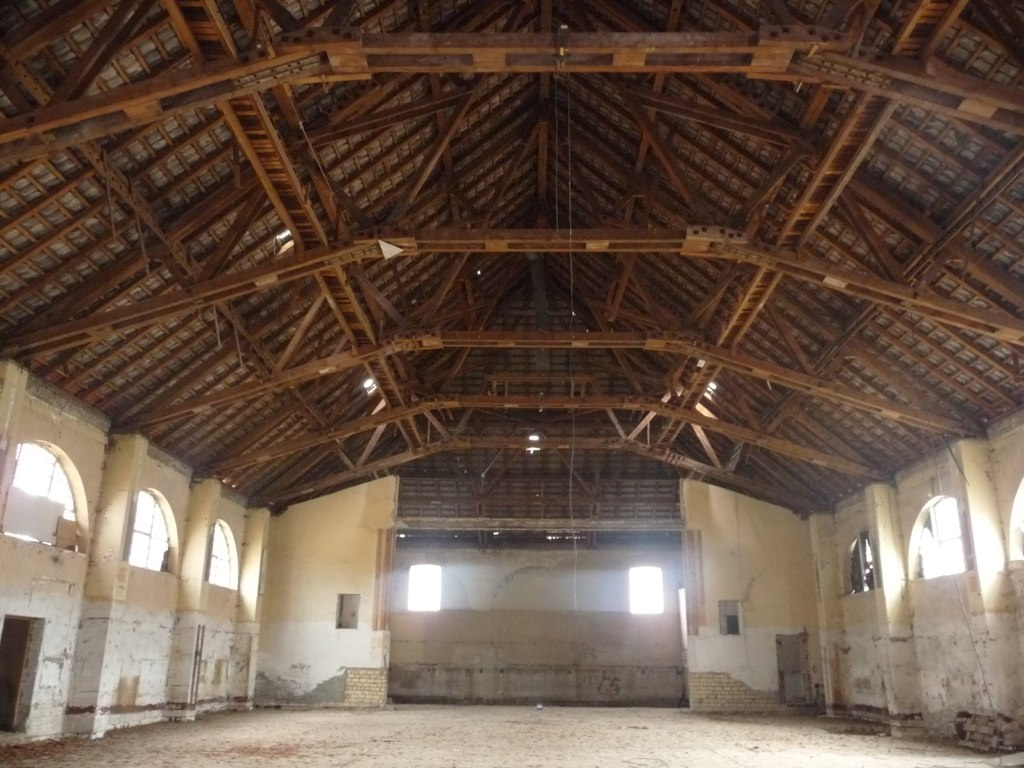
Inneres mit Dachwerk vor der Sanierung, 2010